# USS Might (PG-94)
USS Might (PG-94) je bila korveta izboljšanega razreda Flower, ki je med drugo svetovno vojno plula pod zastavo Vojne mornarice ZDA.

## Zgodovina
Korveta je bila zgrajena kot HMS Musk (K289) za Kraljevo vojno mornarico, ki pa jo je nekaj dni po splovitvi predala Vojni mornarici ZDA. Po vojni so ladjo prodali v trgovsko mornarico.